# Ctenopelta
Ctenopelta es un género de gasterópodos de la familia Peltospiridae.

## Especies
- Ctenopelta porifera Warén & Bouchet, 1993[2]